# Beechcraft Model 99
O Beechcraft Model 99 é uma aeronave fabricada pela empresa americana Beech Aircraft Corporation. Também conhecida como Beech 99 Airliner ou Commuter 99. É um turboélice bimotor despressurizado motorizado com capacidade para 17 lugares e 15 passageiros, ele é derivado do Beechcraft King Air e do Beechcraft Queen Air, no qual usa os motores do primeiro e as asas do segundo,e ainda usa os subsistemas de ambos, mas a estrutura é única para o modelo 99.